# Mauro Navillod
Mauro Navillod (* 20. Jahrhundert) ist ein ehemaliger italienischer Biathlet.
Mauro Navillod wurde bei den Junioren-Weltmeisterschaften 1989 in Voss an der Seite von Elmar Mutschlechner und Edmund Zitturi im Mannschaftswettbewerb hinter der DDR-Mannschaft Gewinner der Silbermedaille. Diese musste sich die italienische Mannschaft mit den Vertretungen der Tschechoslowakei und Finnlands teilen. Zudem wurde er in der erstmals ausgetragenen Biathlon-Europacup-Saison hinter Holger Schönthier und Johannes Hackl Dritter. Nach seiner aktiven Zeit begann er für den italienischen Verband zu arbeiten.